# Емануел Сведенборг
Емануел Сведенборг (на шведски: Emanuel Swedenborg, по рождение Емануел Сведберг, правопис по правилата за транскрипции от 1995 г. Еманюел Сведенбори, Еманюел Сведбери) е шведски учен, философ, християнски мистик и теолог.
Сведенборг има големи успехи като учен и изобретател. На 56-годишна възраст проявява сериозен интерес към религията. Започва да твърди, че получава видения и съновидения. Според последователите му това го довело до духовно пробуждане и до убеждението, че е определен от Бога да разкрие на хората устройството на невидимия свят. Твърди, че Господ отворил очите му, тъй че можел спокойно да посещава Рая и Ада, да разговаря с ангели, демони и други духове. Заявява още, че преживял Второто пришествие на Иисус Христос, което било духовно, а не материално. През останалите 28 години от живота си Сведенборг написва и публикува 18 богословски произведения, най-известното от които е „Небе и ад“ (1758). Автор е също на няколко непубликувани богословски творби.
Книгите на Сведенборг предизвикват ред отзиви. Към края на живота му в Англия и Швеция се формират малки групи читатели, изучаващи истината, която виждат в неговите учения. Неколцина поети, писатели и учени, сред които Уилям Блейк, Аугуст Стриндберг, Шарл Бодлер, Оноре дьо Балзак, Уилям Бътлър Йейтс и Карл Густав Юнг, биват повлияни от него. Прочутият психолог и философ Уилям Джеймс също става последовател на учението на Сведенборг.
Обратно, един от най-видните шведски автори от онова време – Йохан Шелгрен, нарича Сведенборг „просто глупак“ – мнение, споделяно и от държавната върхушка. Други го смятат за шизофреник. През 1768 г. в Швеция е предприето от Лутеранската църква разследване за ерес срещу трудовете на Сведенборг и срещу двама души, които разпространяват неговите идеи. Имануел Кант, който първоначално се отзовава положително за Сведенборг, по-късно написва и отпечатва остро критичен трактат срещу него.
Двеста и петдесет години след смъртта на Сведенборг съществуват различни интерпретации на неговата теология (например т.нар. „Църква на Сведенборг“). За него са създадени множество биографични и психологични трудове.

## Биография

### Произход и образование
Роден е на 29 януари 1688 година в Стокхолм, Швеция. Бащата му Йеспер Сведберг (1653 – 1735) произлиза от заможно семейство, притежаващо мини. Сведенборг пътува в чужбина и изучава богословие, а когато се завръща у дома, бива достатъчно убедителен да впечатли шведския крал Карл XI с проповедите си в Стокхолм. С кралско застъпничество по-късно става професор по богословие в Университета в Упсала и епископ на град Скара.
Сведенборг завършва своето следване в Упсала и през 1710 г. предприема голямо пътешествие през Холандия, Франция и Германия, преди да стигне до Лондон, където прекарва следващите четири години. По това време Лондон е най-големият град в света, най-либералното място в Европа по отношение на философските дискусии и свободата на словото, както и забележителен център на научни идеи и открития. Сведенборг следва физика, механика и философия, чете и пише поезия. В писмо до своя благодетел и братовчед Ерик Бензелиус Младши споделя убедеността си, че може да стане велик учен. В кореспонденцията си твърди, че е направил редица изобретения, в това число подводница и летяща машина.

### Научна дейност
През 1715 г. Сведенборг се връща в Швеция, където през следващите две десетилетия се посвещава на естествените науки и инженерни проекти. Първата му стъпка е забележителната среща с шведския крал Карл XII в град Люнд през 1716, на която присъства и шведският изобретател Кристофер Полхем, който става близък приятел на Сведенборг. Целта на Сведенборг е да убеди краля да финансира обсерватория в Северна Швеция. Войнственият крал не счел проекта за достатъчно важен, но назначава Сведенборг като най-висш експерт в Шведската миньорска комисия (Bergskollegium) в Стокхолм.
Между 1716 и 1718 г. Сведенборг публикува периодично научното издание Daedalus Hyperboreus („Северният Дедал“), което е посветено на изобретения и открития в механиката и математиката. Забележително е описанието на летящата машина – същата, която той скицира няколко години преди това.
След смъртта на Карл XII кралица Улрика Елеонора дава благородническа титла на Сведенборг и децата му. През XVII и XVIII век в Швеция е нормално децата на епископи да получават тази чест като награда за служенето на техния баща. Фамилното му име бива променено от Сведберг на Сведенборг.
През 1724 г. получава предложение да оглави катедрата по математика в Университета в Упсала, но той отказва с обяснението, че в кариерата си се занимава главно с геометрия, химия и металургия. Споменава също, че не притежава красноречие и заеква. Заекването му действително бива забелязано от много негови познати и това го принуждава да говори бавно и внимателно. Не са известни случаи да е говорил пред публика. Липсата на красноречие се компенсирала от обширната аргументация при писане.

### Нова насока на изследвания
През тридесетте години на XVIII век Сведенборг започва все повече да се интересува от духовния свят и решава да намери теория, която да обясни как материята се отнася към духа. В Лайпциг през 1735 г. той публикува труд в три тома, озаглавен „Философски и минералогични трудове“ (Opera philosophica et mineralis), в който се опитва да съедини философията и металургията. Трудът бива оценен главно заради разделите си за топене на желязо и мед. Тъкмо това произведение донася на Сведенборг международна известност.
Същата година той публикува малък ръкопис „За безкрайното“ (On the Infinite), където се опитва да обясни как крайното е свързано с безкрайното и как духът е свързан с материята. Това е първият ръкопис, в който той се докосва до тази тема. Тъй като представя гледна точка, че духът е образуван от материални вещества, той знаел, че това може да е в конфликт с установената теология.
Сведенборг предприема и много изследвания по анатомия и физиология. Той също така провежда щателно изследване на модните философи по онова време – Джон Лок, Кристиян Волф и Готфрид Лайбниц, както и на по-ранни мислители като Платон, Аристотел, Плотин, Августин, Декарт и др.
През 1743 г., на 55-годишна възраст, Сведенборг иска разрешение за отсъствие от работа, за да пътува в чужбина. Целта му била да събере материали за Животинско царство или Царството на Живота – на тази тема липсвали книги в Швеция. В тази негова творба Сведенборг се опитва да обясни духа от гледна точка на анатомията. Планирал да издаде общо 17 тома.

### Криза
През 1744 г. пътува до Холандия. По това време започва да има странни сънища. При повечето от пътуванията си Сведенборг носи със себе си пътен дневник. Местонахождението на дневника дълго време е неизвестно, но е открит през 1850 г. в Кралската библиотека и публикуван в 1859 като „Дневник на сънищата“. Там се намират важни записки за събитията по време на кризата.
Той има най-разнообразни сънища и видения – едни от тях много приятни, други доста смущаващи. Тези видения продължават и докато пътува за Лондон, където възнамерява да публикува Царството на Живота. Този очистителен процес трае шест месеца и е сроден на католическото схващане за „очистване“. Анализът на дневника води до заключението, че това, което Сведенборг записва в своя „Дневник на сънищата“ е конфликт между обичта му към себе си и обичта му към Бога. Състояние на халюцинации често е описвано като състояние на транс и е срещано сред мистиците.

### Визии и духовни прозрения
От последния запис в дневника, датиран от 26 – 27 октомври 1744 г. Сведенборг е сякаш наясно относно пътя, който да следва. Той усеща, че трябва да изостави текущия си проект и да напише нова книга за преклонението пред Бога. Скоро той започва работа върху „Преклонението и Любовта към Бога“ (De cultu et amore Dei). Този труд не е напълно завършен, но въпреки това Сведенборг го издава в Лондон през юни 1745 г.
Едно обяснение защо този труд никога не е довършен е дадено в добре известна и често цитирана история. През април 1745 г. Сведенборг вечеря в частна стая в кръчма в Лондон. Към края на вечерята му причернява пред очите и стаята се променила. Внезапно забелязва, човек седящ в ъгъла на стаята, който му казва: „Не яж много!“. Уплашен, Сведенборг си отива забързано в къщи. По-късно през нощта същият човек се появява в съня му, който му казва, че Той е Господ, избран е да разкрие духовното значение на Библията и че ще направлява Сведенборг какво да пише. В същата нощ духовният свят бива открит за Сведенборг.

### Духовни обяснения и трудове
През юни 1747 г. Сведенборг се отказва от поста си като най-висш експерт в комисията по мините. Той им обяснява, че е задължен да довърши работата, която вече е започнал, и пожелава да получава половината от заплатата си като пенсия.
Той се заема наново да изучава иврит и започва работа върху духовната интерпретация на Библията с цел да тълкува духовното значение на всеки стих. От 1746 – 1747 г. и поредните десет години той посвещава цялата си енергия на тази задача. Този труд, който обикновено е определян като „Небесни Тайни“ (Arcana Caelestia), става дело на живота му и основа на неговите бъдещи трудове по теология. Трудът е анонимен и Сведенборг не е отъждествен като негов автор до края на 1750-те години. Той се състои от осем тома, публикувани между 1749 и 1756 г., но привлича малко внимание, тъй като твърде малко хора могли да разберат неговия смисъл.
Останалата част от неговия живот от 1747 до смъртта му през 1772 г. той прекарва в Стокхолм, Холандия и Лондон. През тези 25 години той написва още 14 труда с духовно съдържание, повечето от които са публикувани докато е жив. Свободата на печата по онова време не била позволена за религиозните трудове, поради което всички те биват издадени или в Лондон, или в Холандия.
Марша Кийт Шухард доказва въз основа на архивни документи, че Сведенборг е шпионин на френския крал Луи XV и профренската партия в Швеция. Неговата дейност е насочена към възстановяване на шотландската независимост и освобождаване от опеката на Англия. Сведенборг и неговите съидейници са свързани с участието си в масонството.
През този период той се сприятелява с много хора, които го определят като мил и сърдечен човек. Когато е в компания е общителен и разговаря за всичко, каквато и да е темата на разговор. Тези, които разговарят с него, разбират, че той е посветен на своите убеждения. Никога не спори по религиозни въпроси освен когато бива подиграван. Тогава той отговаря строго така, че подигравката да не се повтаря.
През юли 1770 г., на възраст 82 години, заминава за Амстердам да довърши публикуването на своя последен труд. Книгата „Истинската християнска религия“ (Vera Christiana Religio) е публикувана през 1771 г. в Амстердам и е една от най-оценените негови трудове. Предназначена да обясни неговото учение на лутераните, тя е най-конкретната от неговите творби.
През лятото на 1771 г. Сведенборг заминава за Лондон. Малко преди Коледа претърпява мозъчен удар и остава частично парализиран и прикован на легло. Неговото здраве се подобрява, но той умира на 29 март 1772 г. Съществуват няколко описа от неговите последни месеци, направени от тези, с които пребивава, и от пастор на Шведската църква в Лондон, който го посещава няколко пъти. Погребан е в църква в Лондон.
На 140-ата годишнина от неговата смърт през 1912/1913 г. неговите останки са пренесени в упсалската катедрала в Швеция, където почиват и сега в съседство до гроба на ботаника Карл Линей.

## Научни убеждения
Сведенборг предлага много научни идеи както преди, така и след кризата си. В неговата младост амбициите му са безкрайни и той иска да представя нова идея всеки ден, както написва до своя братовчед Ерик Бензелиус през 1718 г. Около 1730 г. той си променя мнението вместо убеждението, че висшето знание е нещо, което може да бъде постигнато, защото смята, че то се основа на интуиция. След неговата криза през 1745 г. той е убеден, че получава научни знания спонтанно от ангелите. От 1745 г., когато смята, че е навлязъл в духовна фаза, той предпочита да изразява своите преживявания чрез емпирични определения, твърдейки, че точно отразява неща, които е преживявал по време на своите духовни пътешествия.
Една от неговите псевдонаучни идеи, която е определяна като ключова за разбирането на неговата теология, е неговата представа за контактуване с духовете. Всъщност той представя своята теория за контактуването в 1744 г. преди своята криза в том първи на Regnum Animale – отношения с човешката душа. Основа на теорията за контактуването е отношението между природния („физическия“), духовния и божествения свят. Основата на таза теория може да се проследи в неоплатонизма и особено във философа Плотин. Убеден в мисията си, Сведенборг интерпретира Библията крайно алегорично, твърдейки, че дори очевидно тривиалните изречения могат да съдържат дълбок духовен смисъл.

## Паранормални случаи
Съществуват три добре известни документирани случая на паранормални способности, отбелязани в литературата за Сведенборг. Първият е от 29 юли 1759 г., когато по време на вечеря в Гьотеборг той възбудено казва на компанията в 6 часа, че има пожар в Стокхолм (на разстояние 405 км), който изгаря къщите на неговите съседи и заплашва неговият дом. Два часа по-късно, той се успокоява и отбелязва, че огънят е спрял на три врати от неговия дом. Два дена по-късно репортерите потвърждават всяко твърдение, съвпадащи с точния час, когато Сведенборг подава информацията.
Вторият случай е през 1758 г., когато Сведенборг посещава кралицата на Швеция Луиса Улрика, която го моли да ѝ каже нещо за нейния починал брат принц Аугустус Уилиям. На следващия ден Сведенборг нашепва на ухото ѝ нещо, след което кралицата пребледнява и обяснява, че това е нещо, което само тя и нейният брат могли да знаят.
Третият случай е с жена, която изгубва важен документ и отива при Сведенборг, молейки да попита за местонахождението на документа човек, който е починал в последно време, което той прави на следващата вечер.
През 1763 г. Имануел Кант, в началото на своята кариера, бива впечатлен от тези случаи и прави разследване да установи дали това е истина. Той също така си купува всичките осем тома на скъпата Arcana Caelestias. През 1766 г. Кант публикува „Сънища на Пророка“ (Träume eines Geistersehers), където заключава, че случките на Сведенборг не са нищо друго, освен илюзия. Все пак той не е в състояние да даде научно обяснение за описанието на пожара през 1759 г. от Сведенборг.
Самият Сведенборг не приписва особена важност на подобни случки. Той няколкократно обяснява, че Бог не изпълнява повече чудеса, нито изразява Себе си в човешките сънища.

## Теология
Сведенборг определя своята теология откровение на истинската Християнска религия, която бива объркана през вековете от теологията. Въпреки това, той никога не нарича своите трудове теология, тъй като смята че се основават на истински преживявания, за разлика от теологията.
Основата на теологията на Сведенборг се съдържа в „Небесни Тайни“ (Arcana Caelestia), публикувана в осем тома от 1749 до 1756. Чрез значителен по обем труд той интерпретира Библейски откъси. Преди всичко, той е убеден в това как Библията описва трансформацията на човек от материалистично в духовно същество. Той започва своят труд с подчертаването как мита за сътворението не представлява опис на създаването на Земята, а опис за човешкото новораждане в шест етапа. Всичко отнасящо се до човечеството може да бъде също отнесено до Иисус Христос, и как Христос се освобождава от материалните ограничения. Сведенборг разгледа тази идея чрез тълкуване на Битие и Изход.

### Женитба
Един често разглеждан аспект на трудовете на Сведенборг е неговата идея за женитбата. Сам Сведенборг остава ерген през целия си живот, но това не му попречва да пише обширно по въпроса. Неговият труд Съпружеска любов (1768) е посветен на тази цел. Той поддържа, че добродетелното семейство трябва да бъде постоянно духовно усъвършенстване и на двете страни и че подобен съюз ще бъде запазен дори след края на живота.
Той разглежда женитбата принципно като съюз между мъдростта – представлявана физически в мъжа – и любовта – представена физически в жената. Този дуализъм може да бъде проследен в трудовете на Сведенборг. Вярата, пише той, е съюз между две качества: разумът (представен чрез мъжа) и стремежът (представен чрез жената). И подобно, мъдростта на Бога има своята съответна част в любовта от Църквата.

### Светата Троица
Сведенборг не приема християнския догмат за Светата Троица като три Лица – Отец, Син и Свети Дух. В духа на древната ерес монархианство той твърди, че трите са различни аспекти на единия Бог, едно Лице, в което е божествената Света Троица, както и че божествеността е невъзможна, ако е разделена на три Лица. Сведенборг говори остро против троичността на Лицата в почти всички свои трудове и поучава, че божествената троичност съществува в една Личност – Бог Иисус Христос, както и триединството душа, тяло и дух, съществува във всеки човек. Светата Троица в Бог Иисус Христос е Божественото, наречено Отец като Душа, Божественият Човек, наречен Син като Тяло, и действащото Божествено, наречено Свети Дух като Дух. Божествеността или Божествената същност на трите е едно, тъй като Личността е една. Според Сведенборг мюсюлманите, евреите и хората от други религии са против християнството, защото неговата доктрина за Света Троица от три Лица уж превръща единия Бог в трима богове. Той смята, че разделението на Светата Троица на три отделни Лица уж било въведено на Първия Вселенски Събор през 325 и Атанасиевия Символ на вярата около 500 г. Това не е вярно, защото сведения за божествената троичност се срещат още в Евангелията, посланията на апостолите, произведенията на апостолските мъже и др.

## Издания на български
- Емануел Сведенборг, Небе и ад. С., 2004.
- Емануил Сведенборг. Небесни тайни (1749 – 56). Книга 1. Пояснения върху Книгата Битие. Глава 1 – 4. С., 2011.

## Изследвания
- Ганчева, Вера. Емануел Сведенборг – архитект на вечността. УИ „Св. Климент Охридски“, С. 2012.
- Ганчева, Вера. „Емануел Сведенборг и учението за сътворенията на езотеричен идеен комплекс и поетика“. – Литературна мисъл, 2008, № 1.
- Ганчева, Вера. „Емануел Сведенборг (1688 – 1772), Аугуст Стриндберг (1849 – 1912) и учението за съответствията – езотеричен идеен комплекс и поетика“. – В: Езици и култури в диалог: Традиции, приемственост, новаторство. Конференция, посветена на 120-годишната история на преподаването на класически и нови филологии в Софийския университет „Св. Климент Охридски“. С., УИ, 2010,
- Кирил Обрешков. „Духовното виждане на Емануел Сведенборг“. – Философски алтернативи, 2011, № 5,
- Schuchard, M. K. Emanuel Swedenborg, Secret Agent on Earth and in Heaven. Leiden, Brill, 2011 (Northern World).